# Море Пізнане

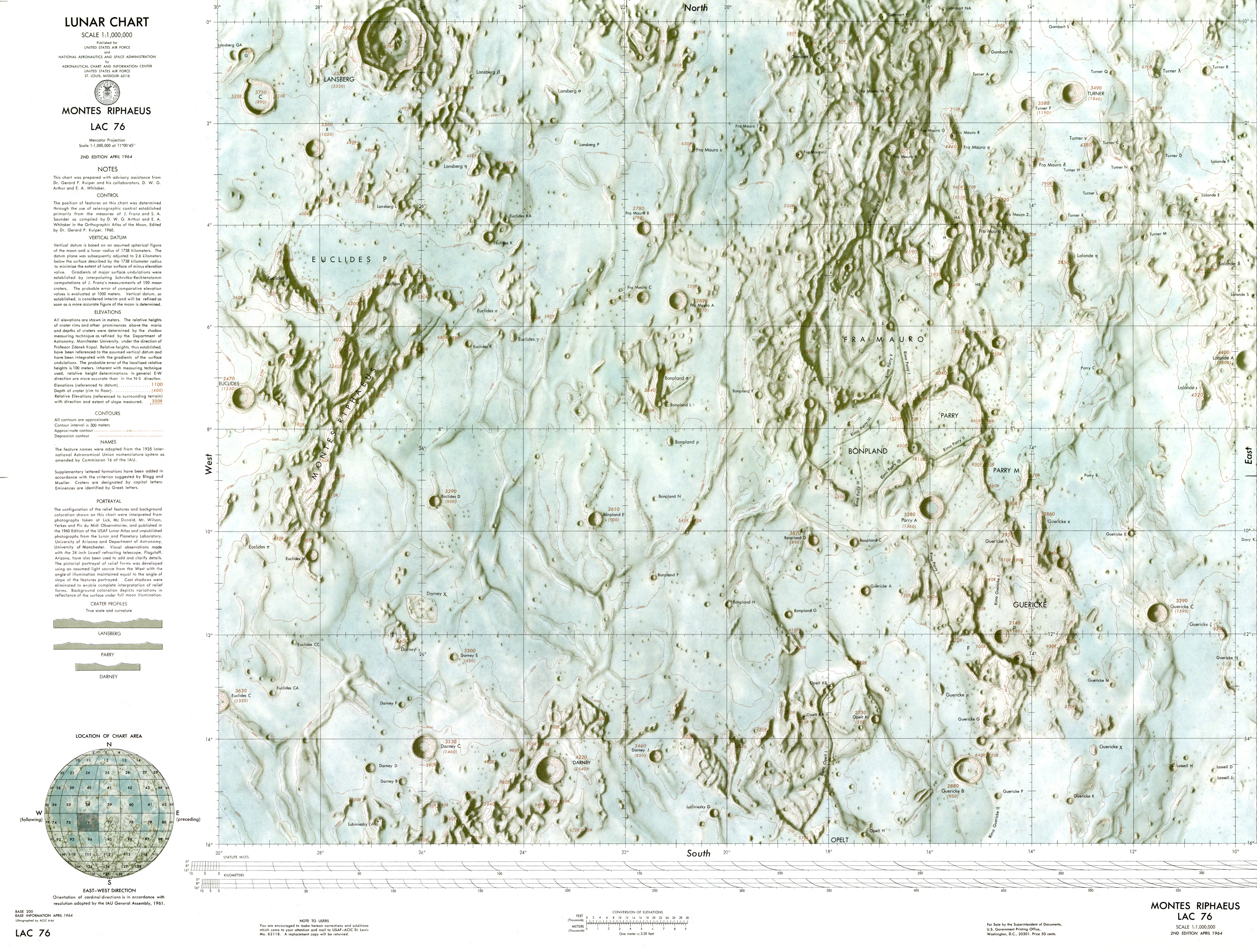
Карта регіону (1964)

Море Пізнане (лат. Mare Cognitum) — море на видимому боці Місяця, на південному сході Океану Бур. Розмір — близько 350×250 км, координати центра — 10°30′ пд. ш. 22°18′ зх. д. / 10.5° пд. ш. 22.3° зх. д.. На півночі та південному заході сполучається протоками з Океаном Бур, а на півдні та південному сході — з Морем Хмар. На північному заході межує з Рифейськими горами.

## Назва
Спочатку це море розглядали як частину Моря Хмар. 1964 року за пропозицією Евена Вітекера туди запустили космічний апарат «Рейнджер-7». Перед падінням він передав численні знімки моря та його околиць, ставши першим американським апаратом, що успішно сфотографував Місяць зблизька. В зв'язку з цим морю вирішили дати ім'я, і Джерард Койпер запропонував варіанти Mare Exploratum («Море Досліджене») та Mare Cognitum («Море Пізнане»). Через місяць після падіння апарата — 31 серпня 1964 року — Міжнародний астрономічний союз, ґрунтовно обговоривши пропозиції, ухвалив другий варіант.

## Загальний опис
Море Пізнане має округлу форму з виступом на схід. Западина, в якій воно лежить, є результатом накладання кількох древніх сильно зруйнованих кратерів. Найбільший і наймолодший із них (діаметром 230 км) містить основну частину моря. Його вал найкраще зберігся на північному заході, де утворює східне пасмо Рифейських гір. Він перекриває 170-кілометровий кратер, у якому лежить східна частина моря, а також два кратери гіршої збереженості. Це 190-кілометровий кратер на півночі моря (рештки його валу складають центральне пасмо північної частини Рифею) і приблизно 120-кілометровий кратер у районі південно-західного краю моря. Всі ці кратери лежать у межах гіпотетичного басейну Океану Бур і самі різною мірою гіпотетичні.
Товщина лави в Морі Пізнаному здебільшого складає 100–200 м. На південному заході (на межі з Океаном Бур) та в центрі моря є потовщення приблизно до 500 м (ці дані отримані за вимірюваннями кратерів, дно яких сягає материкових порід). Різні ділянки моря вкриті лавою дещо різного віку та складу. Її вік, розрахований за концентрацією кратерів, що встигли там накопичитися, лежить у межах 3,3–3,7 млрд років, що відповідає пізньоімбрійській епосі. Деякі лавові потоки цього моря досі зберегли рельєфність країв.
У Морі Пізнаному нема кілець гряд та грабенів, характерних для круглих місячних морів. Гряди там розташовані доволі хаотично, а грабени взагалі дуже рідкісні. Однак група кількох гряд у центрі моря все ж нагадує кільце; є гіпотеза, що воно відповідає внутрішньому кільцю згаданого 230-кілометрового кратера. Не має це море й значного маскона (лише в його західній частині та в районі південно-західної межі є невеликі збільшення сили тяжіння).
Поверхня Моря Пізнаного лежить на 1,6–2,0 км нижче за місячний рівень відліку висот — на одному рівні з іншими ділянками на півдні Океану Бур та на кількасот метрів вище, ніж сусідні моря Хмар та Вологості.

## Деталі поверхні
Найбільший кратер Моря Пізнаного — 6-кілометровий кратер Койпер біля його центру. Це єдиний його кратер, що має власне ім'я станом на 2015 рік. Крім того, морем розкидані сателіти кількох сусідніх кратерів. Один із них — 6-кілометровий Бонплан D на сході моря — примітний тим, що його перетинає гряда, і його вал з одного боку подвійний.
На берегах моря та в найближчих околицях лежать кратери Дарне (на півдні), Толанський (на сході), Бонплан, Паррі та Фра Мауро (на північному сході). Останні три кратери перетяті довгими розгалуженими борознами Паррі (Rimae Parry), а південно-східний берег моря — меншими борознами Опельта (Rimae Opelt). Борозни обох цих систем є грабенами.
На північному сході Моря Пізнаного є вкрай своєрідна звивиста борозна. Вздовж її країв тягнуться довгі невисокі вали, яких у звичайних місячних борозен нема. Звивисті борозни Місяця інтерпретують як русла лавових потоків, а вали цієї борозни, можливо, з'явилися при застиганні лави на її краях.
Море Пізнане перетинають кілька різноспрямованих гряд. Одна гряда на сході моря отримала назву — гряда Геттара (Dorsum Guettard). Невеликий пагорб, теж у східній частині моря, названий горою Моро (Mons Moro).
Подекуди в морі трапляються не залиті лавою «острови» та невеликі вулкани. На його поверхні видно промені кратера Коперник, розташованого за 600 км північніше.

## Приземлення космічних апаратів

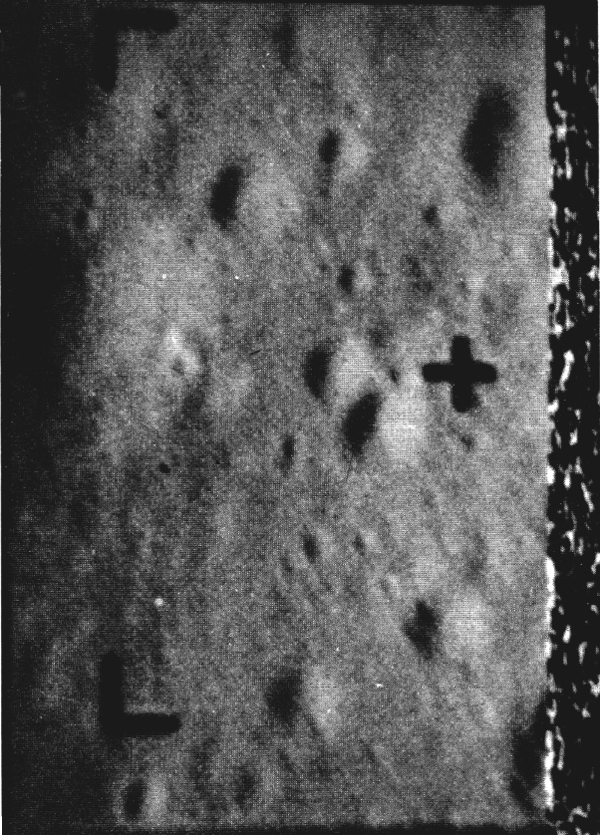
Останній знімок моря, переданий «Рейнджером-7». Дефект зображення праворуч — результат розбиття апарата під час передачі даних.

- 31 липня 1964 року в Морі Пізнаному (10°38′02″ пд. ш. 20°40′38″ зх. д. / 10.6340° пд. ш. 20.6771° зх. д.) після успішної зйомки Місяця розбився космічний апарат «Рейнджер-7».
- 20 квітня 1967 року в північному продовженні Моря Пізнаного (іноді цю ділянку розглядають як його частину[9]), в місці з координатами 3°00′59″ пд. ш. 23°25′05″ зх. д. / 3.0163° пд. ш. 23.418° зх. д., сів «Сервеєр-3».
- 19 листопада 1969 року поряд із «Сервеєром-3» (3°00′43″ пд. ш. 23°25′19″ зх. д. / 3.012° пд. ш. 23.422° зх. д.) сів місячний модуль «Аполлона-12», що стало другою висадкою людей на Місяць. Астронавти доставили звідти 34 кг порід.